# Selenocosmia valida
Selenocosmia valida är en spindelart som först beskrevs av Tord Tamerlan Teodor Thorell 1881.  Selenocosmia valida ingår i släktet Selenocosmia och familjen fågelspindlar. Inga underarter finns listade i Catalogue of Life.